# Нижняя Вичмарь
Нижняя Вичмарь — деревня в Уржумском районе Кировской области в составе Лопьяльского сельского поселения.

## География
Находится на расстоянии примерно 13 километров на юг от районного центра города Уржум.

## История
Известна с 1802 года, когда здесь было учтено 60 ясашных крестьян (мужского пола). В 1873 году здесь было учтено дворов 26 и жителей 231, в 1905 45 и 255, в 1926 66 и 219, в 1950 53 и 164. В 1989 году учтено 125 жителей.

## Население
Постоянное население составляло 96 человек (мари 80 %) в 2002 году, 68 в 2010.

## Известные уроженцы
Силин Иван Григорьевич (1915—1988) — марийский советский партийный деятель, педагог. Директор Ильпанурской школы Параньгинского района Марийской АССР (1937—1939), инструктор Марийского обкома ВКП(б) (1941), председатель колхоза им. В. Молотова д. Шеменер-Мучаш Параньгинского района МарАССР (1946—1955). Один из первых орденоносцев Марийской АССР, кавалер ордена Трудового Красного Знамени (1939). Участник Великой Отечественной войны. Член ВКП(б) с 1940 года.